# Lucky Luke gegen Pinkerton
Lucky Luke gegen Pinkerton (französischer Originaltitel: Lucky Luke contre Pinkerton) ist ein Album aus der Lucky-Luke-Comicreihe, das 2010 erstmals herausgegeben wurde. Der Band wurde von Achdé gezeichnet und von Daniel Pennac und Tonino Benacquista getextet. In der deutschen Übersetzung von Klaus Jöken erschien er als Band 88 in der Reihe des Ehapa-Verlages.
Im Band muss sich Lucky Luke mit Allan Pinkerton messen, dem Gründer der ersten Privatdetektei Amerikas und Beschützer Abraham Lincolns.

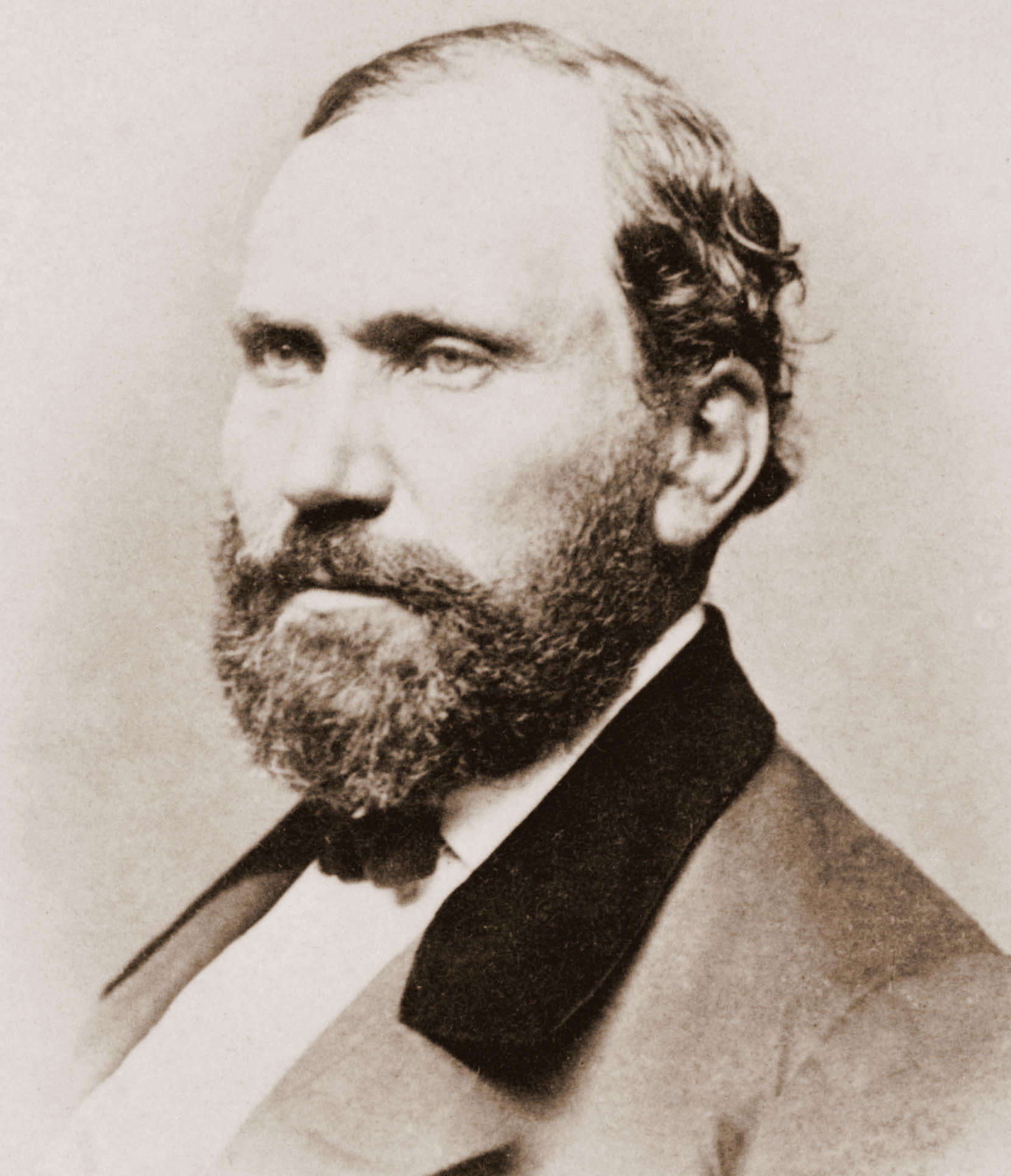
Allan Pinkerton, ca. 1861

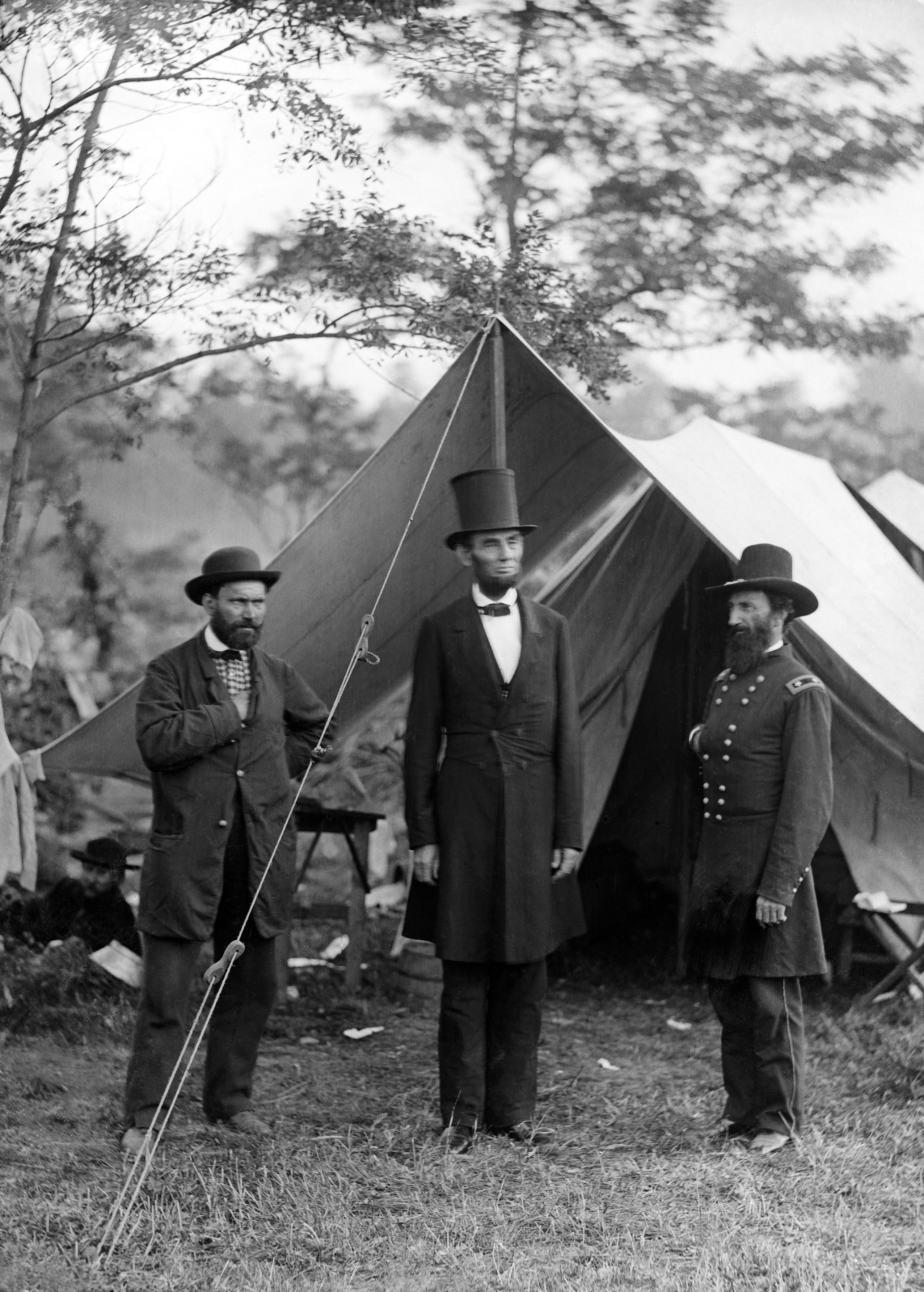
Pinkerton (links) mit Abraham Lincoln (Mitte), 1862

## Handlung
Die Geschichte beginnt damit, dass die Daltons einen Zug überfallen, und dabei von Allan Pinkerton und seinen Mitarbeitern verhaftet werden. Derweil wird die Kleinstadt, in der sich Lucky Luke aufhält, von Falschgeld überschwemmt. Als jener die Gauner gerade überführen will, taucht Pinkerton mit seiner Truppe auf und nimmt die Fälscher fest. Pinkerton erklärt Luke, dass er der neue Held und Wächter des Gesetzes sei und Luke ausgedient habe. Er zeigt ihm sein Unternehmen, in dem akribisch und mit vielen Mitarbeitern Polizeiarbeit geleistet wird, wobei allerdings nicht alle Mittel lupenrein sind. Luke gefallen diese Methoden auch nicht besonders, er möchte daher Pinkertons Truppe auf den Zahn fühlen. Zunächst wird er jedoch auf eine falsche Fährte gelockt, als von einem (erfundenen) Mordkomplott am frisch gewählten Präsident Abraham Lincoln berichtet wird.
Luke hastet nach Baltimore, wo der Anschlag stattfinden soll. Dort ist der bevorstehende Mord allerdings bereits Stadtgespräch, was dann doch etwas zu auffällig nach einer Finte riecht. Als dann im Saloon auch noch das Gerücht umgeht, eine Wildwest-Legende und ein Mann, der schneller zieht als sein Schatten, würde den Präsidenten erschießen, muss Luke fliehen.
Als der Präsident dann mit dem Zug in Baltimore eintrifft, klärt ihn Luke darüber auf, dass die von Pinkerton verbreiteten Mordanschlagsgerüchte erfunden sind. Doch der Präsident hört nicht mehr auf ihn und will fortan Pinkerton vertrauen. Luke soll sich zur Ruhe setzen, was ihn zum Gespött der Leute macht und gar nicht seinem Willen entspricht.
Nachdem Lincoln vereidigt ist, macht er Pinkerton zu seinem engsten Vertrauten und Chef über die Geheimpolizei, die überall Spitzel einschleust. Die großflächige Überwachung aller Amerikaner führt dann auch bald zu Ergebnissen, insbesondere zu einer massiven Zunahme an Verurteilungen auch wegen Kleinigkeiten. Dies wiederum führt zu völlig überfüllten Gefängnissen. Die Daltons wollen daraufhin ausbrechen, werden dabei allerdings erwischt. Zu ihrem Erstaunen eröffnet ihnen der Gefängnisdirektor, dass ihnen ihre Strafe erlassen wird, da Pinkerton immer mehr neue Gefangene bringt. Joe möchte deswegen Pinkerton umlegen.
Die Taten der Daltons – Postkutschenüberfälle, Bankraube, Diebstähle – gehen Luke nichts an, er ist ja in den Ruhestand geschickt worden. Schließlich erreichen sie Pinkertons Büro, wo sie sich mit einer wilden Schießerei zutritt verschaffen und den Chef gefangen setzen. Im letzten Moment kann dieser jedoch noch eine Meldung an Lucky Luke abschicken, mit der Bitte ihm zu helfen. Die Daltons entdecken, dass die Aufzeichnungen von Pinkerton viel Geld wert sind, weil man damit auch einflussreiche Bürger erpressen kann.
Da taucht plötzlich Lucky Luke am Fenster auf. Sofort wird er von den Daltons mit Kugeln durchlöchert. Dass es sich dabei um eine Stoffpuppe handelt, merken sie erst, als der echte Luke in ihrem Rücken auftaucht. Luke fesselt die Daltons und vernichtet alle Akten Pinkertons.
Zum Schluss wandern die Daltons wieder ins Gefängnis und die überfüllten Gefängnisse leeren sich wieder. Die tatsächliche Ermordung Lincolns fünf Jahre später konnte Pinkerton allerdings nicht verhindern.

## Hintergründe
Allan Pinkerton war tatsächlich ein bekannter amerikanischer Privatdetektiv, der eine große Detektei gründete. Außerdem verhinderte er ein Attentat auf Abraham Lincoln. Ob das Gerücht, Lincoln solle in Baltimore ermordet werden, wahr ist, weiß man bis heute nicht. Tatsächlich aber wurde er 1865, nach seiner Wiederwahl, in einem Theater in Washington D.C. ermordet.
Pinkerton selbst starb 1884 an einer Infektion, die er sich durch einen Biss auf die Zunge zugezogen hatte. Sein Unternehmen, die Detektei Pinkerton gibt es allerdings noch heute.

## Widmung
Der Band enthält eine Widmung von Achdé an Morris’ Witwe, die ihm ermöglicht hat, seinen Traum vom Leben als Comiczeichner zu verwirklichen und ihn dabei wesentlich unterstützte. Darüber hinaus dankt er Albert Uderzo, der ihn ermutigt hat, seiner Berufung nachzugehen.